# Sistema tècnic
El sistema tècnic és un sistema d'unitats que comprèn diverses unitats del primitiu sistema mètric decimal, que s'utilitzen encara perquè moltes d'elles són fàcils de comprendre i usar. En definir les diferents unitats es prengueren aplicacions directes sense relació amb les altres unitats, definint-se així el primitiu sistema mètric decimal. Així, per exemple, per a la pressió es crearen dues unitats diferents; per una banda els que estudiaven les bombes per a elevar l'aigua, crearen el metre de columna d'aigua (m.c.a.), mentre que els que estudiaven l'atmosfera crearen el mil·límetre de columna de mercuri (mm Hg), que després seria anomenat Torr. Quan s'arribà a l'acord d'unificar tots els sistemes en un de sol, el Sistema Internacional d'Unitats, es veié la necessitat d'evitar transformacions estranyes d'unes a altres unitats i aquestes van ser anul·lades, però se segueixen utilitzant en aquest sistema tècnic. Bàsicament és el sistema mètric, o més bé el que s'anomenà MKS (metre, quilogram, segon), amb alguna variant com la utilització de l'hora, com a unitat de temps, en alguns casos. En determinades aplicacions tècniques s'utilitzen unitats còmodes per als càlculs; entre elles:
- Unitat de força: quilogram-força (kgf) o quilopond (kp)
- Unitat de pressió: metre de columna d'aigua (m.c.a.)
- Unitat d'energia: caloria (cal)
- Unitat de potència: cavall de vapor (CV)